# Novoselë (Kolonjë)
Novoselë é uma comuna (em albanês:  komuna) da Albânia localizada no distrito de Kolonjë, prefeitura de Korçë.